# 11259 Yingtungchen
11259 Yingtungchen este o planetă minoră (asteroid) din centura de asteroizi. A fost descoperită pe 7 noiembrie 1978 la Observatorul Palomar de Eleanor F. Helin. 
Obiectul prezintă o orbită caracterizată de o semiaxă mare de 2,6057378 UAi, o excentricitate de 0,01, o înclinație de 1,3872 ° în raport cu ecliptica.